# Lars Norborg
Lars Norborg, född 25 mars 1846 i Norums socken, död 24 mars 1907 i Haga församling i Göteborg, var en svensk präst.
Lars Norborg var son till hemmansägaren Olof Larsson i Järnklätt och växte upp i ett schartauanskt hem. Under studietiden antog han tillsammans med brodern Edvard efternamnet Norborg efter födelsesocknen och Anders Nohrborg som han såg som en förebild. Efter studentexamen vid latinläroverket i Göteborg blev han 1868 student vid Lunds universitet där han avlade teoretisk teologisk examen 1873 och praktisk teologisk examen 1874, varpå han prästvigdes hösten samma år. Norborg avlade pastoralexamen 1880 och arbetade från 1883 som pastorsadjunkt i Haga församling och utsågs 1896 till komminister där med tillträde 1898. Han utgav en mängd kyrkliga skrifter, präglade av en konservativ teologi. Norborg var uttalat kritisk till pietismen även om han själv var påverkad av denna.
Han var gift med Helena Wåhlin (1863–1939), dotter till skolmannen Carl Ludvig Wåhlin och syster till bland andra konsthistorikern Karl Wåhlin, arkitekten Theodor Wåhlin och juristen Samuel Wåhlin. I äktenskapet föddes elva barn, fem söner och sex döttrar. Samtliga fem söner blev präster och av de sex döttrarna gifte sig fyra med präster. Bland sönerna märks prostarna Carl, Sigfrid, Knut och Erik Norborg, bland barnbarnen bland andra historikern Lars-Arne Norborg, son till kyrkoherde Henrik Norborg och Martha Norborg i Torestorps församling, och framtidsforskaren Eskil Block. 
Makarna Norborg är begravda på Östra kyrkogården i Göteborg.